# Isla Bolko
La isla Bolko (en polaco: Wyspa Bolko, antes en alemán: Bolko Insel ) es una isla fluvial de Polonia localizada en el curso del río Oder, desde el año 1954 año parte del voivodato de Opole. Ya era mencionada en 1213 con los nombres de "Kampe" y "kępa", Desde el siglo XIV, fue llamada "Bolek", en honor de un príncipe local, con la aprobación de las autoridades eclesiásticas. En el idioma alemán hasta el año 1945 se le conocía también como "Bolek-Insel", Desde 1945 al año 2004, el nombre oficial era "Bolkowa Kępa", sin embargo, era usado más el de Wyspy Bolko, que fue cambiado oficialmente después de que ciudad lo votara así en el año 2004..  En la Isla, hasta el siglo XX hubo varios campos de cultivo y bosques densos, pero el 27 de octubre de 1910 los concejales de la ciudad decidieron construir un parque ahí por lo que se taló parte de su vegetación. 